# Karím Ansárífárd
Karím Ansárífárd (کریم انصاری‌فرد‎, * 3. dubna 1990 Ardabíl) je íránský fotbalový útočník ázerbájdžánské národnosti, hráč řeckého klubu Olympiakos Pireus.
Je absolventem mládežnické akademie Inter Campus. V roce 2011 ho server Goal.com zařadil mezi největší talenty světového fotbalu. O jeho služby se zajímal také Everton FC. Byl nejlepším střelcem íránské nejvyšší soutěže v letech 2011/12 a 2013/14 a s klubem Tractor Sazi FC vyhrál v roce 2014 Hazfi Cup. S Olympiakosem se stal v roce 2017 řeckým mistrem.
Startoval na mistrovství světa ve fotbale 2014 a na mistrovství světa ve fotbale 2018, kde proměnil penaltu v nastaveném čase utkání s Portugalskem a vyrovnal tím na konečných 1:1.